# Zwerg-Seepferdchen
Das Zwerg-Seepferdchen oder Pygmäenseepferdchen (Hippocampus bargibanti) ist eines der kleinsten Seepferdchen, üblicherweise kleiner als 2 cm. Die Tiere wurden 1969 von Georges Bargibant entdeckt, als er Gorgonien für das Aquarium in Nouméa sammelte. 

## Verbreitung und Lebensweise
Zwerg-Seepferdchen leben in den Korallenriffen des westlichen Pazifik von den Philippinen, Indonesien über Neuguinea, das Great Barrier Reef bis nach Neukaledonien. Sie halten sich stets gut getarnt in Gorgonien, meist der Gattung Muricella, in Tiefen von zehn bis fünfzig Metern auf. Die Zwerg-Seepferdchen leben in kleinen Gruppen und halten sich ständig mit dem Schwanz an der Gorgonie fest, da im Lebensraum der Koralle immer eine starke Strömung herrscht.

## Merkmale
Zwerg-Seepferdchen werden nur zwei Zentimeter lang. Ihr Körper ist von warzenartigen Tuberkeln bedeckt, die meist dunkler sind und den Polypen der Koralle ähneln (Mimese). Es gibt zwei Farbformen. Tiere, die die rotpolypige Gorgonie Muricella plectana bewohnen, haben einen hellgrauen Körper und rote Tuberkeln, in Muricella paraplectana lebende Zwerg-Seepferdchen sind gelb mit orangen Tuberkeln. Jungtiere sind zunächst schwarz-bräunlich gefärbt und nehmen später die Farbe der Gorgonie an, auf der sie leben, unabhängig davon, welche Farbe die Eltern aufwiesen. Bei diesem Seepferdchen sind die Kiemenöffnungen zu einer einzigen Austrittsöffnung zusammengewachsen, die mittig am Hinterkopf liegt. 

## Systematik
Der australische Ichthyologe J. E. Randall nimmt an, dass das Zwerg-Seepferdchen mit dem nahe verwandten Denise-Zwergseepferdchen (Hippocampus denise) und weiteren, kleinen, teilweise bisher unbeschriebenen Arten eine monophyletische Gruppe bildet, den „bargibanti-Artenkomplex“, der nach einer Revision der Seepferdchen in eine neu aufzustellende Gattung gestellt werden müsste.